# Oleg Šatunov
Oleg Aleksandrovič Šatunov (in russo Олег Александрович Шатунoв?; tras. angl.: Oleg Aleksandrovich Shatunov; Joškar-Ola, 21 febbraio 1967) è un allenatore di pallavolo ed ex pallavolista russo.
Giocò nel ruolo di centrale. Ricopre il ruolo di allenatore della seconda squadra dello SKIF Leningrado.

## Carriera
La carriera di Oleg Šatunov inizia nelle formazioni giovanili della sua città, Joškar-Ola. Nel 1982 si trasferisce a Leningrado, dove gioca per nove stagioni nel Volejbol'nyj Klub Avtomobilist Sankt-Peterburg. Con la formazione russa vince la Coppa dell'Unione Sovietica 1989 e la Superliga, nel 1992 e nel 1992-93. In ambito europeo conquista per due volte consecutive la Coppa CEV, nelle edizioni 1987-88 e 1988-89. Durante questo periodo ottiene le prime convocazioni in nazionale, prima in quella sovietica, con la quale ottiene la medaglia di bronzo nella Coppa del Mondo 1989 e nel campionato mondiale 1990, e poi in quella russa, conquistando l'oro sia nella Coppa del Mondo che al campionato europeo 1991, oltre all'argento nella World League 1993 e il bronzo alla World League 1991 e al campionato europeo 1993; ottiene inoltre il riconoscimento individuale come miglior muro nelle World League del 1993 e del 1995.
Nella stagione 1993-94 arriva nel campionato italiano, dove gioca una stagione con la maglia del Cuneo Volley Ball Club, prima di trasferirsi in Giappone, dove nell'annata 1994-95 vince il campionato giapponese con i Suntory Sunbirds. Rimane con la squadra di Minō fino al 1999, ottenendo anche una medaglia di bronzo nella World League 1996 con la sua nazionale, prima di tornare in Italia per disputare due campionati di Serie A2, uno con il Volley Cutrofiano e uno con la Pallavolo Piacenza, conclusosi con la retrocessione degli emiliani in Serie B1. Termina la sua carriera di giocatore al Sosyal Güvenlik Kurumu Voleybol İhtisas Kulübü, nel campionato turco.
Dopo l'esperienza in Turchia fa ritorno in patria, dove per alcuni anni allena squadre dilettantistiche nella città di San Pietroburgo. In seguito viene ingaggiato dalla squadra femminile dello SKIF Leningrado, ottenendo l'incarico di allenatore della seconda squadra.

## Palmarès

### Club
- Campionato russo: 2

1992, 1992-93
- Campionato giapponese: 1

1994-95
- Coppa dell'Unione Sovietica: 1

1989
- Coppa CEV: 1

1987-88, 1988-89

### Premi individuali
- 1993 - World League: Miglior muro
- 1995 - World League: Miglior muro